# Mono City
Mono City es un lugar designado por el censo (en inglés, census-designated place, CDP) ubicado en el condado de Mono, California, Estados Unidos. Según el censo de 2020, tiene una población de 224 habitantes.

## Geografía
La localidad está ubicada en las coordenadas 38°1′56″N 119°8′51″O / 38.03222, -119.14750 (38.032123, -119.147399).